# Аркадія (Берестя)
Арка́дія (біл. Аркадзія) — колишнє село Берестейського району Берестейської області, входило в склад Гершонської сільської ради.
З 1 червня 2007 року у складі міста Берестя.
На рубежі XIX і XX століть на місці загибелі письменника-публіциста XVII століття Афанасія Брестського була зведена дерев'яна церква — каплиця. У 1988 році каплиця була оновлена і освітлена, а в 1996 році з благословення Алексія ІІ в Аркадії був відкритий чоловічий монастир.